# بابرة سفلي
بابرة سفلي هي قرية في مقاطعة مرند، إيران. عدد سكان هذه القرية هو 505 في سنة 2006.